# Stemodia palustris
Stemodia palustris är en grobladsväxtart som beskrevs av Augustin François César Prouvençal de Saint-Hilaire.
Stemodia palustris ingår i släktet Stemodia och familjen grobladsväxter. Inga underarter finns listade i Catalogue of Life.